# Aussois
Aussois ist eine französische Gemeinde mit 682 Einwohnern (Stand 1. Januar 2022) im Département Savoie in der Region Auvergne-Rhône-Alpes. Sie liegt im Kanton Modane.
Das traditionelle Bergdorf liegt auf 1480 m Höhe am Fuße des Dent Parrachée. Es ist Ausgangspunkt eines 55 Pistenkilometer umfassenden Skigebietes, welches sich bis auf 2750 m Höhe erstreckt.

## Weblinks

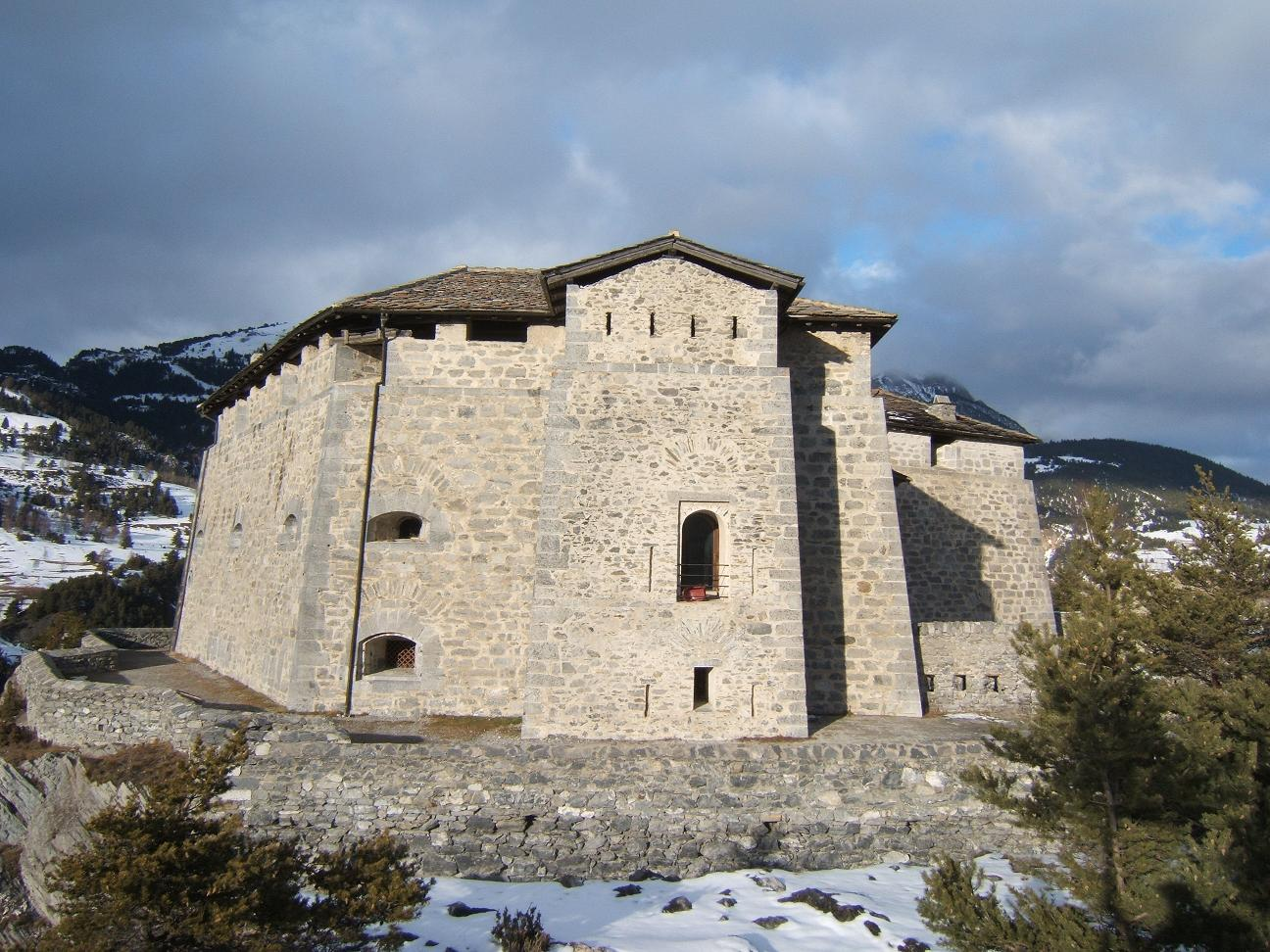
Das Fort Marie-Christine der Barrière de l'Esseillon

## Sehenswürdigkeiten
- Barrière de l’Esseillon